# Eric Kaplan
Pour les articles homonymes, voir Kaplan.
Eric Kaplan est un scénariste et producteur américain. Il a notamment travaillé sur Late Show with David Letterman, Le Monde merveilleux d'Andy Richter, Malcolm et Futurama.

## Filmographie

### Scénariste

#### PourLes Simpson
| Année | Titre           | Titre original   | Saison | Épisode | Réalisateur  |
| ----- | --------------- | ---------------- | ------ | ------- | ------------ |
| 2013  | La Saga de Carl | The Saga of Carl | 24     | 21      | Chuck Sheetz |

#### Autres
- 1996 - 1998 : Late Show with David Letterman (177 épisodes)
- 1999 - 2003 : Futurama (7 épisodes)
- 2002 : Mafia Blues 2
- 2003 : Le Monde merveilleux d'Andy Richter (1 épisode)
- 2004 : Duck Dodgers in Attack of the Drones
- 2004 - 2006 : Malcolm (6 épisodes)
- 2007 : Flight of the Conchords (1 épisode)
- 2007 : Jimmy délire (Out of Jimmy's Head)
- 2007 - 2009 : The Drinky Crow Show (11 épisodes)
- 2008 : Futurama: The Beast with a Billion Backs
- 2008 - 2014 : The Big Bang Theory (66 épisodes)
- 2008 : Futurama: Bender's Game
- 2011 : The Problem Solverz
- 2013 : King Star King

### Producteur
- 1999 - 2003 : Futurama (59 épisodes)
- 2002 - 2003 : Le Monde merveilleux d'Andy Richter (9 épisodes)
- 2003 - 2006 : Malcolm (66 épisodes)
- 2007 : La Grande Aventure de Bender
- 2007 : Jimmy délire (Out of Jimmy's Head) (3 épisodes)
- 2007 - 2009 : The Drinky Crow Show (11 épisodes)
- 2008 - 2014 : The Big Bang Theory (135 épisodes)
- 2008 : Futurama: Bender's Game
- 2009 : Vous prendrez bien un dernier vert ?
- 2011 : Mongo Wrestling Alliance
- 2011 : The Problem Solverz
- 2013 - 2014 : The Love Me Cat Show (56 épisodes)

### Acteur
- 2008 - 2009 : The Drinky Crow Show : plusieurs rôles (7 épisodes)
- 2011 : Mongo Wrestling Alliance (1 épisode)
- 2013 : The Love Me Cat Show : Love Me Cat